# Dieter Schumann (Chemiker)
Dieter Schumann (* 12. August 1935 in Meißen) ist ein deutscher organischer Chemiker. Zwischen 1993 und 1997 war er Präsident der TU Berlin.

## Leben
Schumann studierte von 1953 bis 1959 Chemie an der Technischen Hochschule Braunschweig, wo er 1961 mit einer Arbeit „Die Synthese der 7- und 9-Hydroxysparteine“ promoviert wurde. Danach ging er an die TU Berlin, wo er Mitarbeiter von Ferdinand Bohlmann wurde. Er habilitierte sich im Jahr 1970 für organische Chemie an der TU Berlin und wurde im gleichen Jahr an der TU zum Professor ernannt. Schumann war auch hochschulpolitisch tätig: von 1984 bis 1987 war er 1. Vizepräsident der TU Berlin, von 1993 bis 1997 war er Präsident der TU Berlin.
Wissenschaftlich beschäftigte er sich mit der Synthese von Naturstoffen und der Anwendung der Massenspektrometrie zur Strukturaufklärung. Mit Ferdinand Bohlmann und unter anderem Ekkehard Winterfeldt veröffentlichte er in den 1960er-Jahren mehrere Arbeiten über Lupinenalkaloide.
Im September 2000 wurde er in den Ruhestand verabschiedet.